# Kasak
Kasak (fra fransk casaque) betegner en trekvart lang kvindebluse.